# روبن وليامز (مدرب تجديف)
روبن وليامز (بالإنجليزية: Robin Williams)‏ هو مدرب تجديف بريطاني، ولد في 5 أبريل 1959 في أنغلزي في المملكة المتحدة.

## وصلات خارجية
- روبن وليامز على موقع الاتحاد الدولي للتجديف (الإنجليزية)